# Heinz Lindner
Heinz Lindner (n. 17 iulie 1990, Linz, Austria) este un portar austriac, aflat sub contract cu Grasshopper.

## Cariera de jucător
Linder și-a început cariera de fotbalist profesionist la echipa secundă a FK Austria Viena, unde a jucat în 32 de meciuri. Ulterior, a fost prezent în 166 de meciuri. În ianuarie 2015, Lindner a fost aproape de a se transfera în La Liga la Córdoba CF, dar mutarea a eșuat. În schimb, el a acceptat un transfer la formația germană Eintracht Frankfurt.

## Cariera internațională
Lindner a debutat la naționala Austriei la data de 1 iunie 2012, într-un meci amical terminat 3-2 împotriva echipei naționale a Ucrainei.

## Palmars
FK Austria Viena
- Bundesliga: 2012-2013